# 营盘水站
营盘水站位于中华人民共和国宁夏回族自治区中卫市沙坡头区迎水桥镇营盘水村，建于1958年，是包兰铁路上的一个铁路车站，现办理客货运业务，车站及其上下行区间均为电气化区段。车站距离包头站766公里，隶属中国铁路兰州局集团，是四等站。